# Hupa

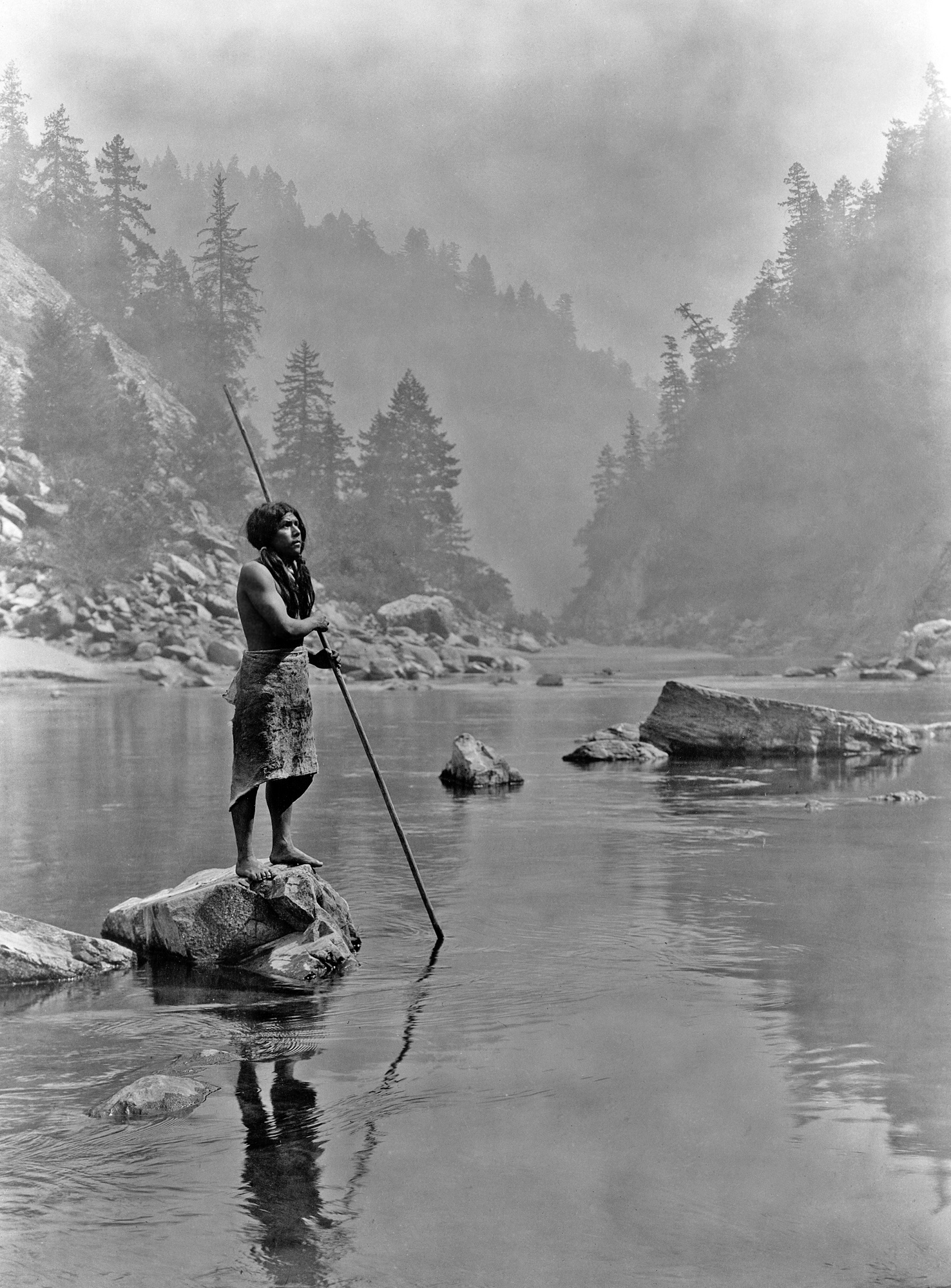
Indígena hupa pescando, por Edward Curtis.

Los hupa son una tribu india na-dené del grupo meridional californiano. Su nombre en natinok significaba “el lugar donde vuelve el camino”.

## Localización
El pueblo hupa emigró del norte al norte de California alrededor del año 1000 a. C. y se asentó en Hoopa Valley, California (en hupa: Natinook). Su lengua de herencia es el hupa, que es miembro de la familia de lenguas atabascanas. Su tierra se extendía desde la bifurcación sur del río Trinity hasta el valle de Hoopa y el río Klamath en California. Sus casas de tablones de cedro rojo, canoas, sombreros de canasta y muchos elementos de su literatura oral los identifican con su origen norteño. Sin embargo, algunas de sus costumbres, como el uso de una sauna para las ceremonias y la elaboración del pan de bellota, fueron adoptadas de los pueblos indígenas de los alrededores de California. Pueblos estrechamente asociados, tanto por el idioma como por la costumbres, fueron (son) los Tsnungwe (South Fork Hupa), los Chilula (Lower Redwood Creek Hupa) y Whilkut (Redwood Creek Hupa).
Vivían en el valle del Trinity, al norte de California. Actualmente viven en la reserva Hoopa Valley.

## Demografía
En 1888 había 650 indios, pero se redujeron a 430 en 1900 y a 412 en 1905. En 1950 había 636 en California (950 en la reserva con yuroks y tolowas), y en 1980 según Asher eran 1200 con Chilula y whilcut, pero su lengua estaba extinguida. En 1990 posiblemente eran 2500 individuos.
Según datos del censo de 2000, había 2499 puros, 114 mezclados con otras tribus, 432 mezclados con otras razas y 48 mezclados con otras razas y otras tribus. En total, 3093 hupa, a los que habría que añadir 7 de Extensión Hupa.
Según datos de la BIA de 1995, en la reserva Hoopa Valley de California vivían 2393 individuos (2018 en el rol tribal).

## Costumbres
Culturalmente se parecen más a los yurok y karok, con los cuales a menudo comerciaban alimentos del interior por canoas de secoyas, pescado salado, moluscos y algas, y a veces se casaban entre ellos o hacían ciertas ceremonias comunes. Mantienen una mezcla de rasgos culturales del noroeste (nootka, kwakiutl) y del suroeste (californianos).
Eran excelentes cesteros y cazadores, tenían cierta agricultura y usaban la madera, pero antes de la llegada de los blancos se alimentaban de raíces, frutos, salmones y ciervos, se vestían con pieles e imitaban a los animales.
Sus aldeas estaban situadas en las orillas de los ríos, y consistían en casas de sudor, casas semisubterráneas más iluminadas donde vivían los hombres; casas menstruales de madera de cedro, de unos veinte pies cuadrados, usadas como almacén y como dormitorio de mujeres; y una casa comunal donde vivían las mujeres y también usada como almacén. En los poblados no había clanes. Su cestería se hacía con raíces, hojas y tallos, usando herramientas de obsidiana.
La riqueza se valoraba con la posesión de conchas y plumas de pájaros carpinteros, y se admitía la esclavitud por deudas. El caudillo era el más rico del lugar, pero tenía poca autoridad política, aunque había una intrincada ley de propiedad; su poder pasaba a su hijo, pero cualquiera que adquiriese más propiedades que él podía obtener el poder.
El recital de fórmulas mágicas era una parte importante de su religión; los insultos, injurias y homicidios se pagaban con dinero de sangre. Los chamanes, que eran mayoritariamente mujeres, diagnosticaban y curaban enfermedades. Sus honorarios se pagaban con conchas y pieles de carnero albino. Se celebraban anualmente tres danzas mayores en beneficio de la comunidad, la de la Piel de Ciervo Blanco y la danza del Cepillo, así como las ceremonias de primavera y de invierno. También celebraban el potlacht, hacían danzas con máscaras, tenían sociedades secretas y esculpían columnas totémicas.

## Historia
Se dividían en numerosos poblados, como Cheindekhotding, Djishtangading, Haslinding, Honsading, Howungkut, Kinchuwhikut, Medilding, Miskut, Takimilding, Tlelding, Toltsasding, y Tsewenalding.
Se mantuvieron aislados y tuvieron poco contacto con rusos y españoles, de manera que nunca los colonizaron. Sólo los tramperos del Trinity y Klamath mantuvieron algunos contactos esporádicos de carácter comercial.
Hacia 1849 la fiebre del oro californiana envió a su territorio algunos mineros y chinos, pero no se hicieron prospecciones. Los primeros colonos no llegarían hasta la constitución de California como estado en 1850. En 1858 Fort Gaston se estableció en su territorio.
En 1864 les fue concedida la reserva de Hoopa Valley, con 12 millas cuadradas (unos 30 km²), y desde 1876 la abrieron al comercio, y compartieron con yuroks y tolowas. En 1893 abrieron también una escuela.
En 1933 se redactó una constitución y se abrió una Oficina de Trabajo.